# پیست دوچرخه‌سواری فجر یادگار امام
پیست دوچرخه‌سواری فجر یادگار امام تبریز نام پیست دوچرخه‌سواری واقع در دهکده المپیک تبریز است. این پیست به عنوان دومین پیست بزرگ دوچرخه‌سواری بین‌المللی و استاندارد ایران در زمینی به مساحت ۱۳٬۰۰۰ متر مربع و در فضای ۳٬۴۰۰ متر ساخته شده‌است.
برای ساخت این پیست که در ۲۱ بهمن ۱۳۸۹ افتتاح شده‌است، مبلغ ۴۰ میلیارد ریال از محل بودجه دولت هزینه شده‌است.

## ویژگی‌ها و امکانات
پیست دوچرخه‌سواری فجر، دارای اسکلت بتنی، با سقف فلزی و ورق گالوانیزه، با پوشش ترکیبی است. این پیست، علاوه بر امکان برگزاری رقابت‌های مهم بین‌المللی، دارای بخش‌های مختلف اداری، رختکن و سکوی مسقف تماشاگران و صندلی، سالن‌های بدنسازی، جایگاه ویژه، جایگاه خبرنگاران، سالن کنفرانس، اتاق پزشک و تست دوپینگ، ورودی‌های سه‌گانه دوچرخه‌سواران، زمین تنیس و نیز ورودی مستقل به صورت تونل شیبدار برای دوچرخه‌سواران است.